# Andrew Wyntoun
Andrew Wyntoun (auch Andrew of Wyntoun; * um 1350; † um 1422) war ein schottischer Geistlicher und Geschichtsschreiber.

## Leben
Über den familiären Hintergrund, die Ausbildung und den frühen beruflichen Werdegang von Andrew Wyntoun ist nichts überliefert. Der Großteil der wenigen bekannten Fakten seines Lebens sind Bemerkungen in seinem eigenen Geschichtswerk entnommen. Ferner erscheint sein Name in einigen aus der Zeit von 1395 bis 1411 stammenden Dokumenten des Registers des Augustinerklosters zu St Andrews in der schottischen Grafschaft Fife. Demnach wurde er Kanoniker von St Andrews und 1393 nur durch die Gunst seiner Mitbrüder, wie er selbst bescheiden sagt, zum Prior des auf der Insel St Serf’s Inch im Loch Leven gelegenen Klosters, eines Tochterhauses des St Andrews Klosters, gewählt. 1395 besichtigte er zu seiner Priorei gehörige Ländereien. Er strengte auch einen von 1406 bis 1411 dauernden Prozess gegen William Berkely, Herr von Collairney, beim Gericht des Bischofs von St Andrews an. Laut urkundlichem Material trat er von seinem Amt als Prior 1421, offensichtlich aus Gesundheitsgründen, zurück. Nicht lange danach dürfte er um 1422 gestorben sein.

## Werk
Wyntoun verfasste in fortgeschrittenem Alter auf Wunsch seines Schirmherrn, Sir John of Wemyss, eines vermögenden Grundbesitzers der Grafschaft Fife, seine meist in achtsilbigem Versmaß gereimte, in schottischer Sprache (und nicht auf Latein, wie damals meist üblich) niedergeschriebene Orygynale Cronykil of Scotland (das heißt: Original Chronicle of Scotland). Dieses mit der Schilderung der Schöpfung der Welt einsetzende Werk ist eine in neun Bücher eingeteilte, rund 30.000 Verse umfassende, erst ab dem 6. Buch die Geschichte Schottlands in den Mittelpunkt stellende Weltchronik. In den ersten fünf, die frühe Weltgeschichte behandelnden, historisch wertlosen Büchern griff Wyntoun auf Orosius, Petrus Comestor und Martin von Troppau als Gewährsmänner zurück. Ab Buch 6 verwendete Wyntoun auch heute verlorene Werke wie die vom schottischen Dichter John Barbour verfasste Genealogie des Hauses Stuart. Die Darstellung der Jahre 1325-90 beruht laut Wyntouns eigenem Zeugnis im Wesentlichen auf der Schrift eines von ihm nicht namentlich genannten und bis heute nicht sicher identifizierten Autors. Die mehrmals überarbeitete Chronik erzählt in ihrer Endfassung unter anderem noch den Tod des am 3. September 1420 verstorbenen Regenten Robert Stewart, 1. Duke of Albany. Ihr Zielpublikum waren literarisch gebildete Laien, denen Wyntoun politische und moralische Belehrung sowie Unterhaltung bieten wollte.
Zusammen mit seinem Zeitgenossen John Fordun gehört Wyntoun zu den frühesten zuverlässigen schottischen Geschichtsschreibern. Er war sich der Bedeutung von Chronologie bewusst und bemühte sich, Ereignisse außerordentlich genau zu datieren. Manche sich in seiner Chronik findenden Fakten der schottischen Geschichte werden von keiner anderen Quelle erwähnt. Der dichterische Wert seines Werks ist geringer zu veranschlagen.
In Berichten über schottische Auseinandersetzungen mit England nimmt Wyntoun eine deutlich proschottische Haltung ein. Das Werk enthält auch eine der frühesten Erwähnungen des legendären Räubers Robin Hood und seines Gefährten Little John, deren Eintrag unter dem Jahr 1283 steht. Sie hätten sich im knapp südlich der schottischen Grenze gelegenen Inglewood bei Carlisle sowie im deutlich südlicher in England befindlichen Barnsdale Forest aufgehalten und seien allgemein gepriesen worden. Offensichtlich begrüßte Wyntoun die Taten dieser Geächteten, da sie Feinde der gegen sie operierenden englischen Beamten waren. Seine Chronik liefert außerdem einen wertvollen Bericht über den Tod des schottischen Königs Robert Bruce.
Von dem im 15. und 16. Jahrhundert in Schottland beliebten Werk gibt es neun erhaltene Manuskripte. Die erste gedruckte, zwei Bände umfassende Ausgabe besorgte David Macpherson 1795 auf Basis des königlichen Manuskripts des British Museum, doch fehlt fast ein Drittel des Originaltextes, nämlich jener Teil, der sich weniger auf die schottische Geschichte bezieht. David Laing edierte das vollständige Werk 1872-79 in drei Bänden für die Series of Scottish Historians. In den Jahren 1903-14 publizierte F. J. Amours für die Scottish Text Society die bis heute maßgebliche sechsbändige Ausgabe unter dem Titel The Original Chronicle of Andrew of Wyntoun: Printed on Parallel Pages from the Cottonian and Wemyss MSS., with the Variants of the Other Texts.